# Hikmet Temel Akarsu
Hikmet Temel Akarsu (Gümüşhane, 12 aprile 1960) è uno scrittore e drammaturgo turco.

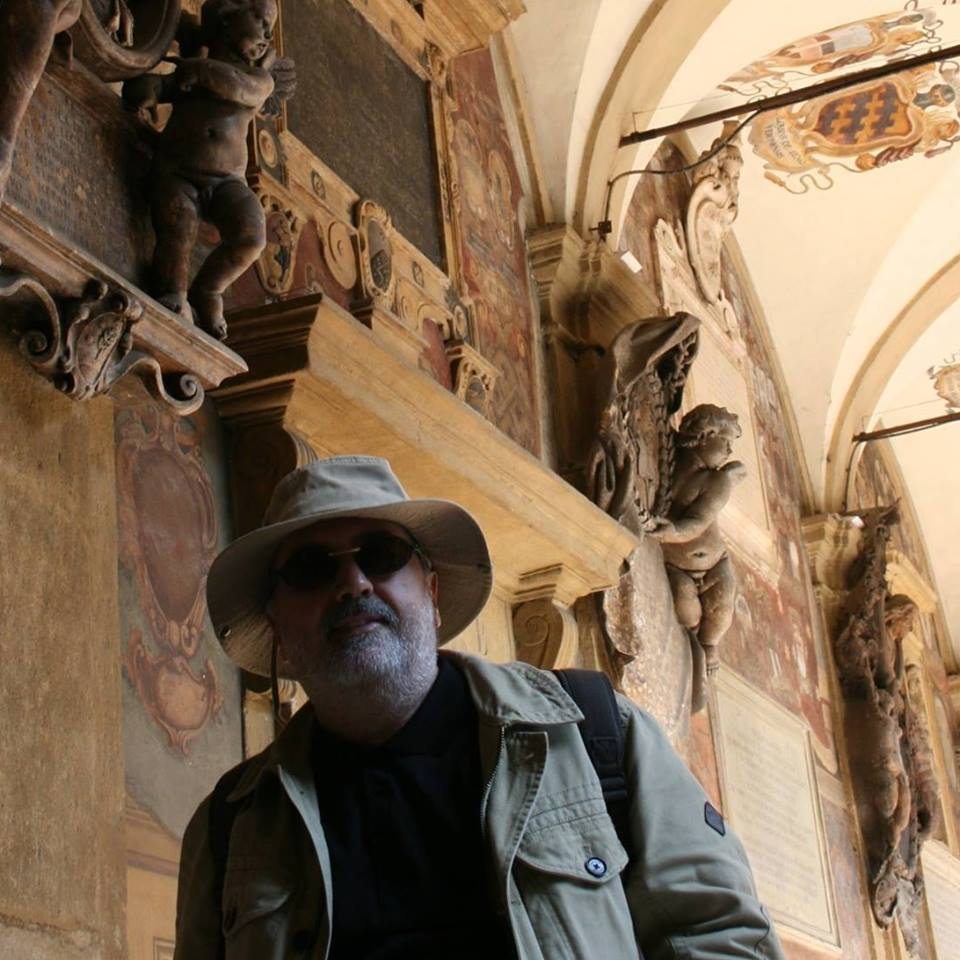
Hikmet Temel Akarsu (2012)

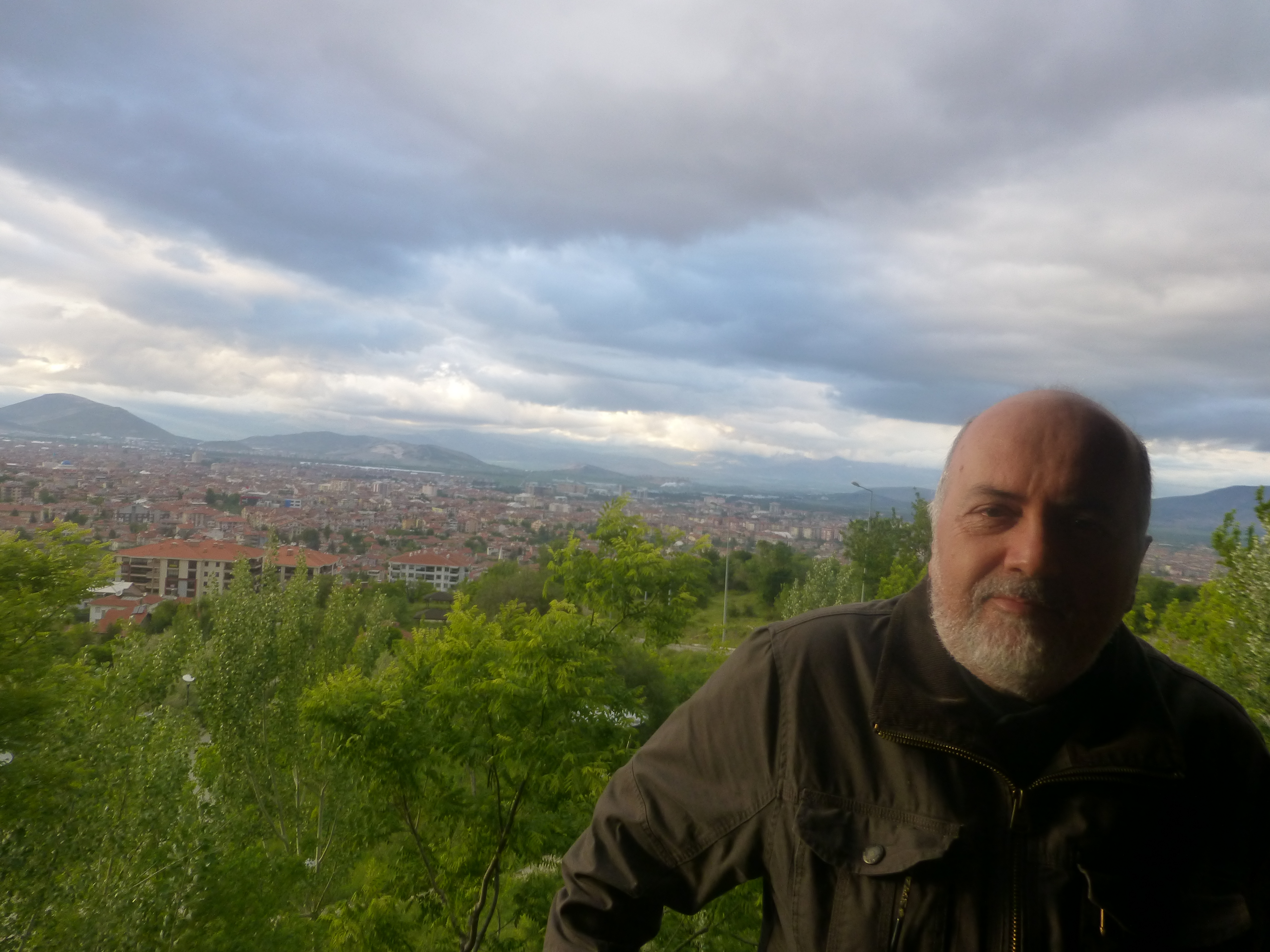
Hikmet temel akarsu (2016)

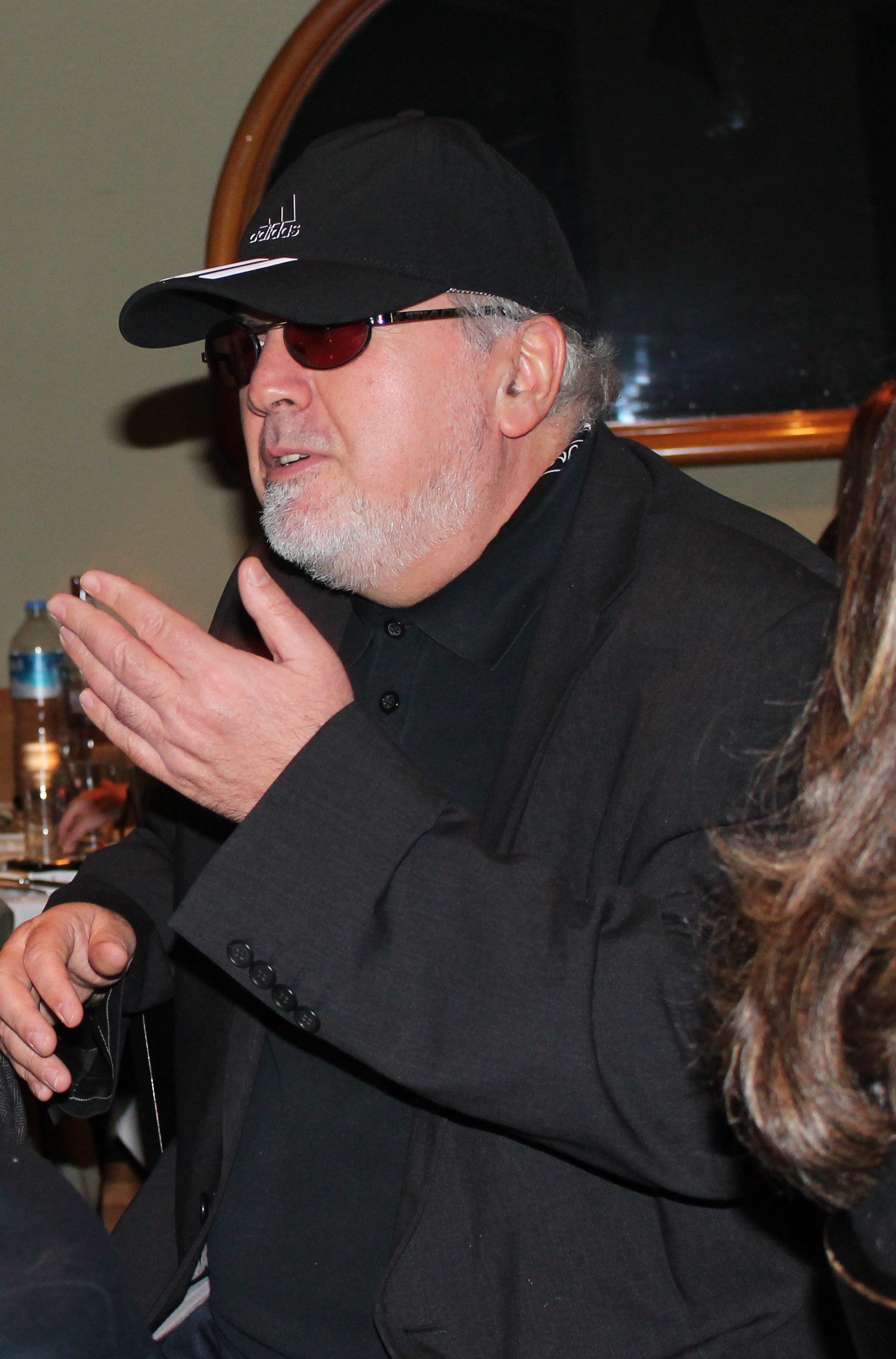
Hikmet Temel Akarsu (2019)

Si stabilì ad Istanbul con la sua famiglia all'età di nove anni, laureandosi alla facoltà di architettura dell'Università Tecnica della stessa città, anche se abbandona l'architettura per dedicarsi al suo sogno di diventare scrittore. Ha pubblicato diverse tipologie di testo: saggi, articoli, critiche, drammi e sceneggiature.
I suoi romanzi che raccontano gli anni difficili della Turchia, hanno lasciato un segno triste nella memoria. I suoi romanzi seriali, come “Kayıp Kuşak, La generazione perduta”, “ İstanbul Dörtlüsü, Il quartetto di Istanbul” e “Ölümsüz Antikite, Antichità Immortale”, sono stati pubblicati da rispettabili case editrici, mentre gli articoli sono apparsi in riviste come Varlık, Gosteri, Radikal Kitap, Cumhuriyet Kitap, Yasak Meyve, Yüxexes. È stato anche opinionista per un periodo.
Ha vinto il premio della TRT con il dramma radio “Çalınan Tez, La Tesi Furtarello”.
Le sue storie sono state pubblicate nel libro “Babalar ve Kızları, I padri e le loro figlie” da Inkılap Yayınları nel 2005, più tardi riapparse in “Dekadans Geceleri, Le notti della Decadenza” da Varlık Yayınları nel 2008. Il suo primo libro giovanile, “Güzelçamlı'nın Kayıp Panteri, La Pantera Perdita di Guzelcamli” è stato pubblicato da Can Yayınları nel 2006. Uno dei suoi drammi radio, “Taşhan”, è stato rappresentato nel luglio 2006 ed un altro, “Yurtdışı Sevdası, La Passione dell'estero”, è stato inscenato nel marzo 2008 in otto episodi su TRT Radio1. Il suo romanzo storico “Özgürlerin Kaderi, Il Destino dei Liberi” è stato pubblicato da Nefti Yayıncılık.
La storia di Omer Seyfettin “Asilzadeler” è stata rappresentata in un dramma e messa in scena da “Antalya Devlet Tiyatrosu al teatro nazionale di Adalia” nella stagione teatrale 2008-2009.
È membro di “Pen Club”, di “Türkiye Yazarlar Sendikası, Il Sindacato degli Scrittori di Turchia” e di “Mimarlar Odası, La Camera degli Architetti di İstanbul”.

## I romanzi pubblicati
- Aleladelik Çağı (Romanzo) - Kayıp Kuşak 1, La Generazione Perduta  1(İnkılap Yayınları) (1989)
- Çaresiz Zamanlar, Il Tempo Senza Speranze (Romanzo) - Kayıp Kuşak 2, La Generazione Perduta  2 (İnkılap Yayınları)(1992)
- Yeniklerin Aşkı, L'amore dei Vinti (Romanzo) - Kayıp Kuşak 3, La Generazione Perduta  3 (İnkılap yayınları)(1991)
- Sevgili Superi (Romanzo) - Kayıp Kuşak 4, La Generazione Perduta  4 (İnkılap Yayınları) (1988)
- Kaybedenlerin Öyküsü, La Storia dei Perdenti - İstanbul Dörtlüsü 1, Il quartetto di İstanbul 1 (İnkılap Yayınları) (1998)
- İngiliz, Inglese - İstanbul Dörtlüsü 2, Il quartetto di İstanbul 2 (İnkılap Yayınları)(1999)
- Küçük Şeytan, Il Piccolo Diavolo - İstanbul Dörtlüsü 3, Il quartetto di İstanbul 3 (İnkılap Yayınları)(1999)
- Media - İstanbul Dörtlüsü 4, Il quartetto di İstanbul 4 (İnkılap Yayınları)(2000)
- Aseksüel Koloni, La Colonia Asessuale o Antiope - Ölümsüz Antikite 1, Antichità Immortale 1 (Telos)(2002)
- Siber Tragedya o İphigeneia - Ölümsüz Antikite 2, Antichità Immortale 2 (Telos)(2003)
- Casus Belli o Helena - Ölümsüz Antikite 3, Antichità Immortale 3 (Telos)(2003)
- Özgürlerin Kaderi, Il Destino dei Liberi (Nefti)(2008)
- Nihilist (Doğan Kitap) (2010)
- Konstantinopolis Kapılarında, Costantinopoli nel porta (2012)

## Novelle
- Symi'de Aşk, L'amore a Symi (1984 Yayınevi) (2017)
- Sozopol'de Son Yaz, L'estate Scorsa a Sozopol (1984 Yayınevi) (2018)
- Elveda Venedik, Addio Venezia (1984 Yayınevi) (2022)

## Le storie pubblicate
- Babalar ve Kızları, I padri e Le Loro Figlie – Storia (İnkılap Yayınları)(2005)
- Güzelçamlı'nın Kayıp Panteri, La Pantera Perduta di Guzelcamli  – Storia – Gioventu' (Can Yayınları)(2005)
- Dekadans Geceleri, Le notti della Decadenza – Storia (Varlık Yayınları)(2008)

## Il repertorio drammatico
- Yazar Ajanı, L'Agente dello Scrittore – Dramma (3 Spari) (Teatro Nazionale)
- Asilzadeler, I Nobili – Dramma (3 Spari) (L'adattamento da Ömer Seyfettin) (Teatro Nazionale)
- Ekodekalog – Dramma (3 Spari) (Teatro Nazionale)
- Osmanlı Sefiri, L'inviato di Ottomano. (3 Spari) (Teatro Nazionale)
- Çevreci Dede, Nonno Ambientalisti. (3 Spari) gioco per i bambini (Teatro Nazionale)
- Çariçenin Fendi, La Difesa di Zarina.  (3 Spari) (Teatro Nazionale)
- Malazgirt: Özgürlerin Kaderi, Malazgirt: I destini dei liberi. (4 Spari)(Teatro Nazionale)
- Yurtdışı Sevdası, La Passione dell'estero (4 Spari)(Teatro Nazionale)

- Çalınan Tez, La Tesi Furtarella –Dramma Radio (TRT)
- Taşhan –Seriale Radio (TRT)
- Yurtdışı Sevdası, La Passione dell'estero – Seriale Radio (TRT)